# Büyüköz, Ahırlı
Büyüköz là một xã thuộc huyện Ahırlı, tỉnh Konya, Thổ Nhĩ Kỳ. Dân số thời điểm năm 2011 là 60 người.